# Hongqi H5
Hongqi H5 — среднеразмерный седан китайского бренда Hongqi концерна FAW. 
Наряду с кроссовером класса люкс Hongqi HS5 — первая массовая модель «номенклатурной» марки Hongqi («Красное Знамя»).
С 2017 года выпускается первое поколение модели.
С 2022 года выпускается второе поколение модели.

## Первое поколение
Впервые показана в апреле 2017 года как концепт на Шанхайском автосалоне, серийная версия в мае на Автосалоне в Гуанчжоу.
Модель первого поколения базировалась на переднеприводной платформе от Mazda 6 третьего поколения, которая официально собиралась в Китае на совместном предприятии FAW-Mazda. При этом Hongqi H5 крупнее по габаритам: на 65 мм длиннее и на 20 мм выше.
В продажу модель поступила в апреле 2018 года с ценами в диапазоне от 149 800 до 195 800 юаней.
Вначале был доступен лишь один вариант двигателя: 1,8-литровый турбодвигатель мощностью 178 л. с. с 6-ступенчатым «автоматом».
В 2020 модельном году линейка двигателей была расширена — добавлен 1,5-литровый турбомотор мощностью 169 л.с в паре с 7-ступенчатым «роботом» с двойным сцеплением, а прежний 1,8-литровый турбомотор обновлен с помощью 48-вольтовой гибридной системы и мощность возросла до 197 л. с., трансмиссия осталась та же — 6-ступенчатый «автомат».
Цены на модель 2020 года варьировались от 145 800 до 190 800 юаней.
В 2021 году был проведён малозаметный фейслифт — отличие лишь в красной полосе по центру капота продлённой на решётку радиатора — своеобразной эмблеме марки — «развевающегося красного знамени».
- до фейслифта
- фейслифт 2021 года

Автомобиль пользовался стабильным спросом ежегодно входя на рынке Китая в 100 самых продаваемых в своём сегменте.
Всего за 2018—2023 годы в Китае было продано 268 124 единиц первого поколения.
С выходом в 2022 году второго поколения модель осталась в продаже как Hongqi H5 Classic.
| Год  | Объём продаж |
| ---- | ------------ |
| 2018 | 19 272       |
| 2019 | 45 092       |
| 2020 | 61 860       |
| 2021 | 83 875       |
| 2022 | 53 178       |

## Второе поколение
Модель второго поколения представлена в марте 2022 года, вышла в продажу в июле 2022 года по ценам 159 800—225 800 юаней.
В отличие от первого поколения новый H5 использует собственные агрегаты марки, в частности, платформу, разработанную FAW.
Внешне модель повторяет стиль флагмана Hongqi H9 и почти представляет собой его немного уменьшенную копию. Дизайном Hongqi H9 и созданием фирменного стиля бренда занимался бывший дизайнер компании Rolls-Royce Джайлс Тейлор в 2018 году перешедший в FAW.
Для модели заявлены три варианта двигателей:
- бензиновая 1,5-литровая «турбочетверка» мощностью 169 л. с. и семиступенчатым «роботом».
- бензиновый 2,0-литровый двухлитровым турбодвигатель мощностью 224 л. с. с «автоматом».
- «гибридный» двигатель — тот же турбодвигатель 1.5-литра, которому помогает 190-сильный электромотор на передней оси

По рейтингу китайского краш-теста C-NCAP модель получила максимальные пять звезд безопасности: степень защиты водителей и пассажиров — 89,48 %, пешеходов — в 74,18 %, работа электронных ассистентов — 93,38 %; для сравнения показатели оказались выше, чем у одновременно тестируемого кроссовера Nissan X-Trail, показавшего соответственно 89,04 %, 70,26 %, и в 84 %.
| Год  | Объём продаж |
| ---- | ------------ |
| 2022 | 26 973       |

## В России
Официальные продажи модели Hongqi H5 в России начались в 2023 году. Автомобиль предлагается в двух комплектациях, обе оснащаются бензиновым мотором объёмом 2,0 литра с турбонаддувом и восьмиступенчатой автоматической коробкой передач.